# Río Algodor
El río Algodor es un río del centro de España, que nace en la laguna del Navajo, a 822 m de altitud, en el término municipal de Retuerta del Bullaque en los Montes de Toledo en Castilla-La Mancha y desemboca por la izquierda en el río Tajo, en Aceca, en las cercanías de Algodor, unidad poblacional de Aranjuez en la Comunidad de Madrid de la que toma el nombre.
El río tiene dos embalses: el del Castro, de 8 hm³, construido en 1974 cerca de Villamuelas, y el de Embalse de Finisterre, de 133 hm³, situado entre las localidades de Tembleque, Mora, Villanueva de Bogas y Turleque y que data de 1977.
De entre los innumerables arroyos que vierten su cauce en el río podemos enumerar los de los Alaminos, la Veguilla, Padilla de la Moncloa, Prado Redondo, Prado Castillo, el Caz, Riansares, Juncarejo, Orgaz, Bracea (el más caudaloso e importante), San Marcos, Silos, Patillas, Labor de Largo, la Sacedilla, el Salobral, Pedro Cajón, las Cocinillas y los Pellejeros.

## Vídeo Río Algodor

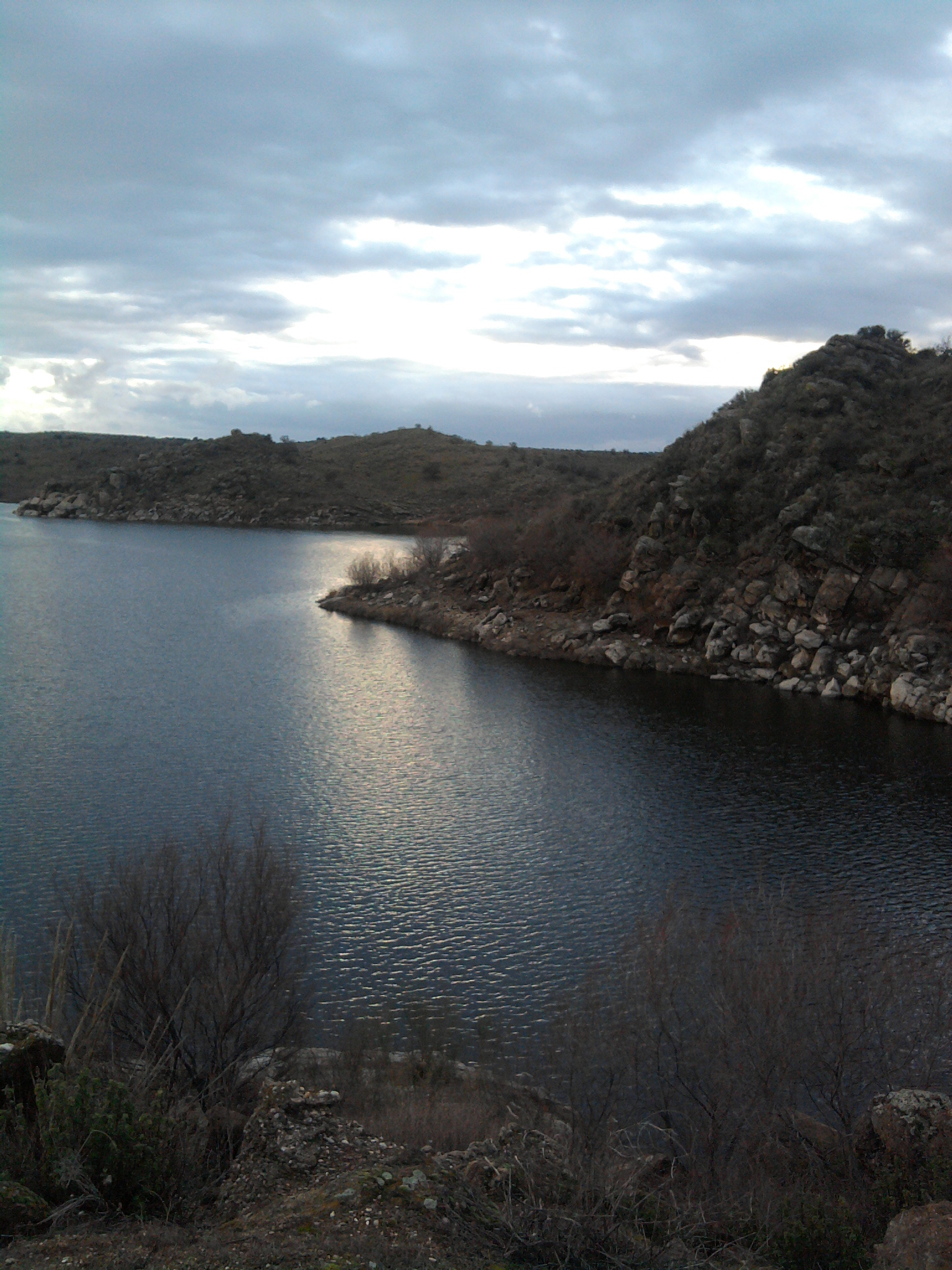
Pantano del Castro en Villamuelas (Toledo).